# Kirākat
Kirākat är en ort i Indien.   Den ligger i distriktet Jaunpur och delstaten Uttar Pradesh, i den centrala delen av landet, 700 km sydost om huvudstaden New Delhi. Kirākat ligger 87 meter över havet och antalet invånare är 14 034.
Terrängen runt Kirākat är mycket platt. Runt Kirākat är det mycket tätbefolkat, med 1 095 invånare per kvadratkilometer. Kirākat är det största samhället i trakten. Trakten runt Kirākat består till största delen av jordbruksmark.